# Stegophorus heardi
Stegophorus heardi is een rondwormensoort uit de familie van de Acuariidae. De wetenschappelijke naam van de soort is voor het eerst geldig gepubliceerd in 1953 door Mawson.